# Max Berg (Architekt)

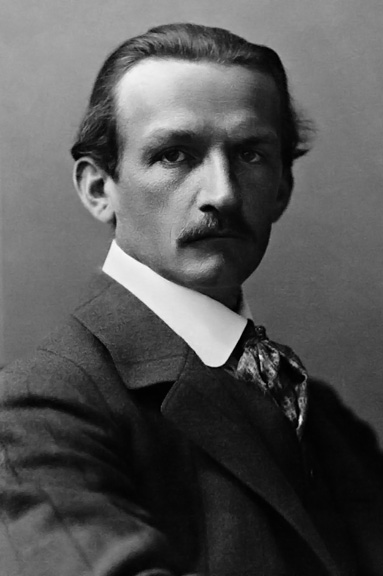
Max Berg ca. 1909

Unterschrift von Max Berg

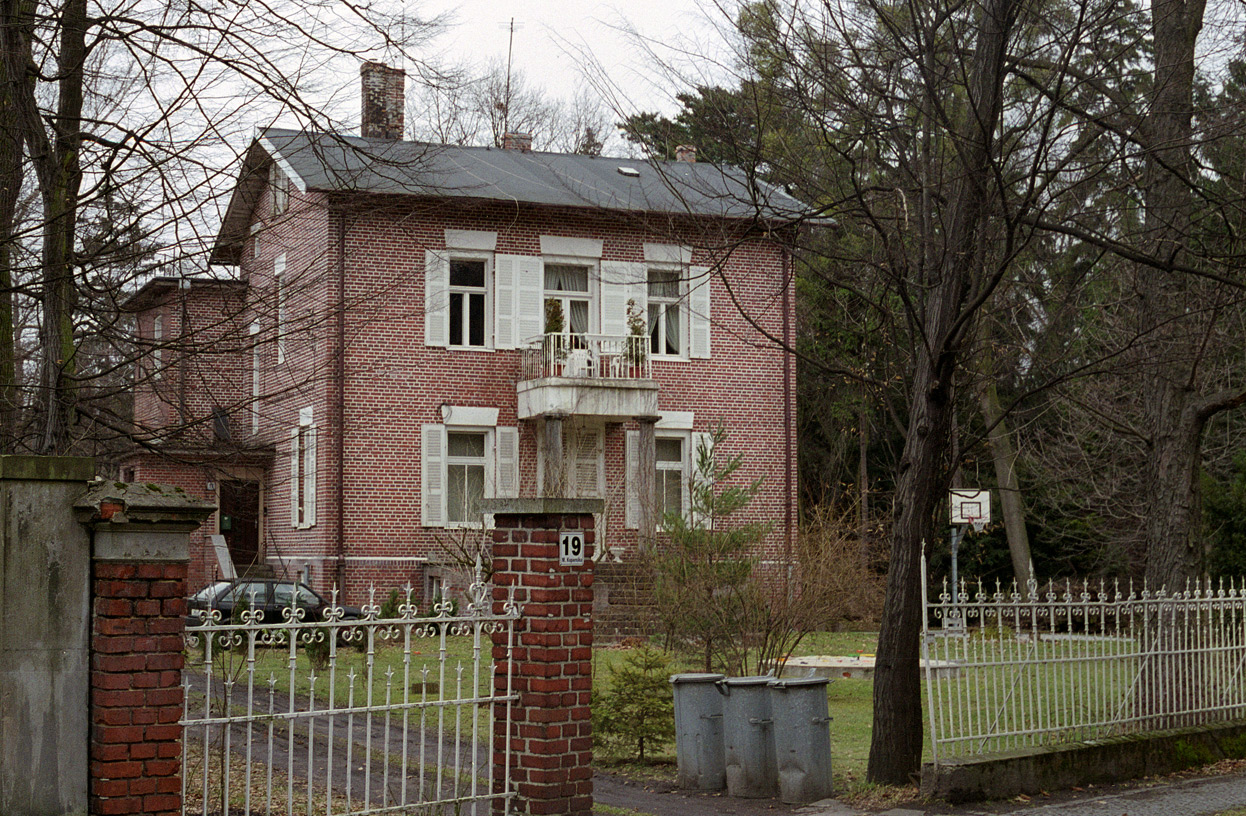
Eigenes Haus in Breslau

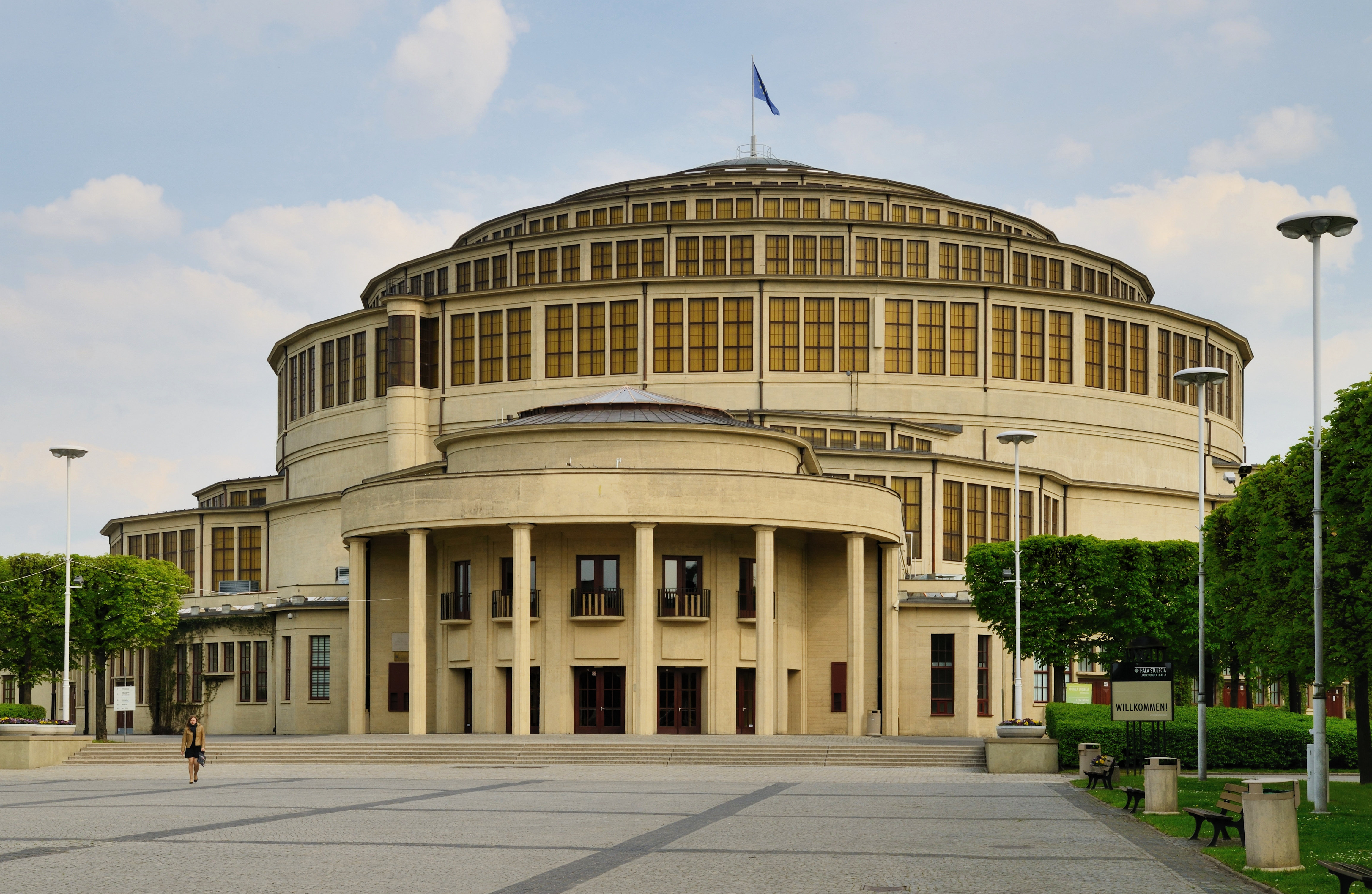
Jahrhunderthalle Breslau

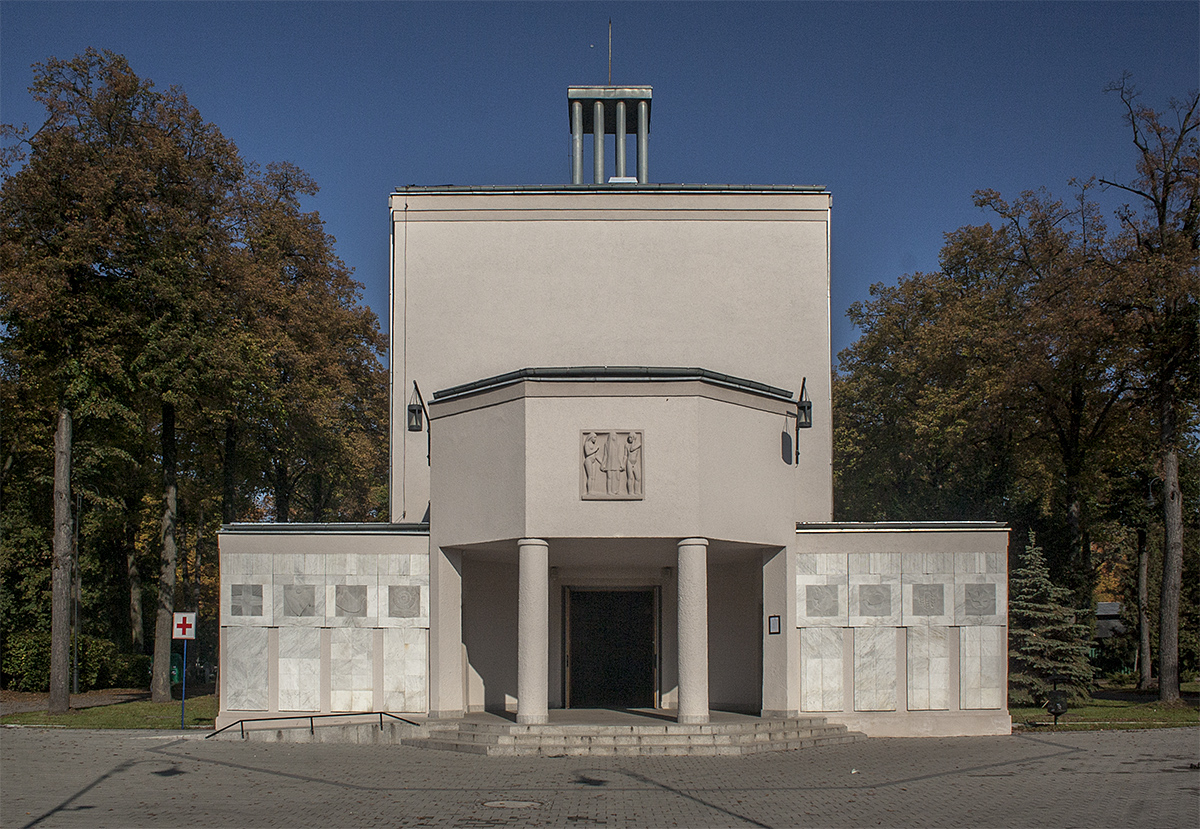
Kapelle am Oswitzer Friedhof in Breslau

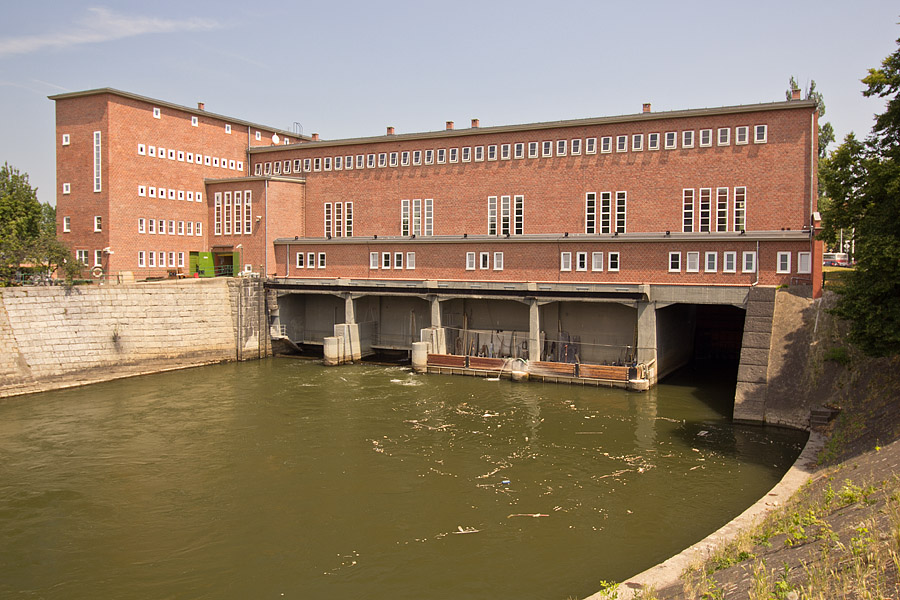
Wasserkraftwerk an der Süderoder in Breslau

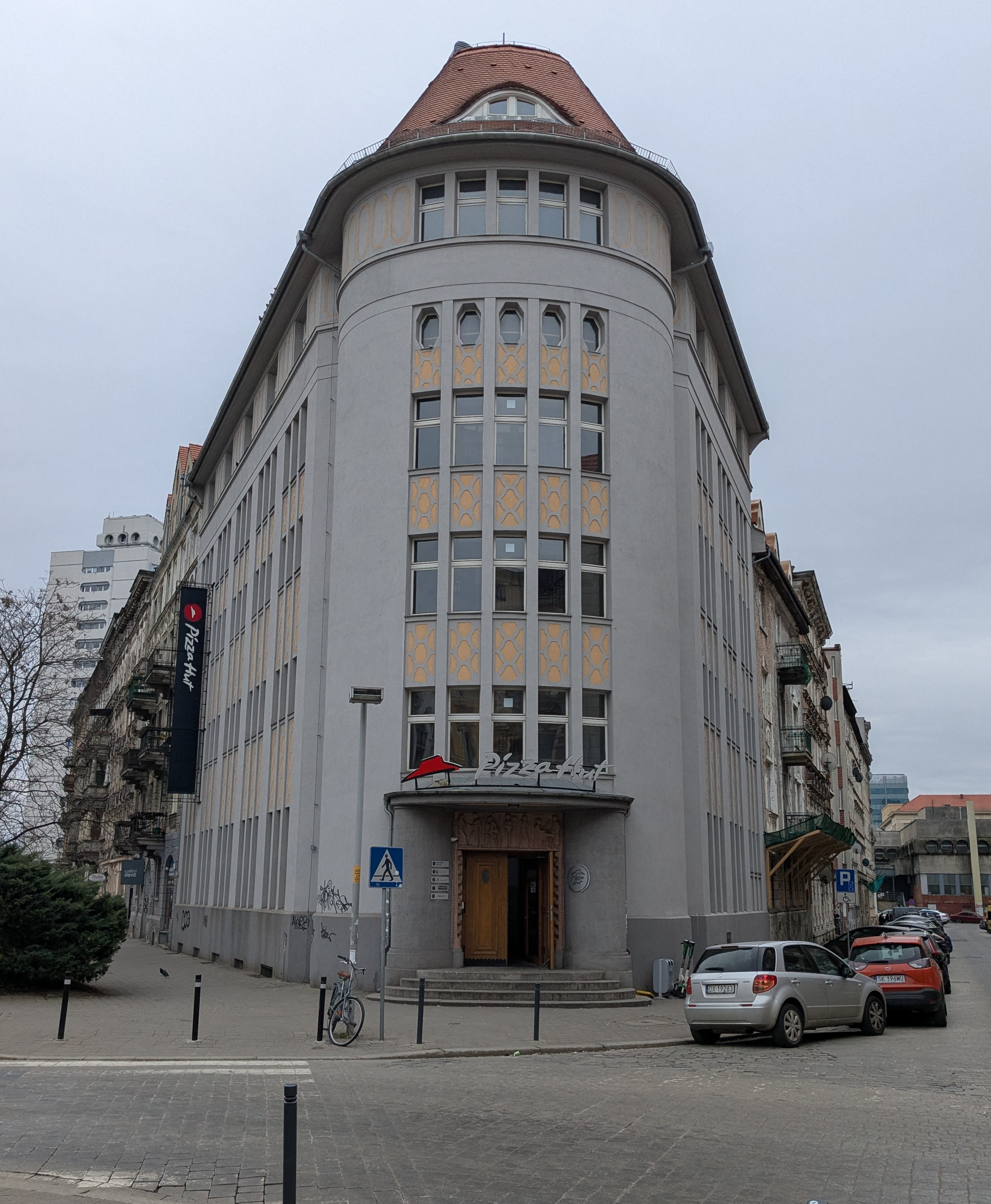
Eingangsseitige Ansicht des ehemaligen Stadtbades

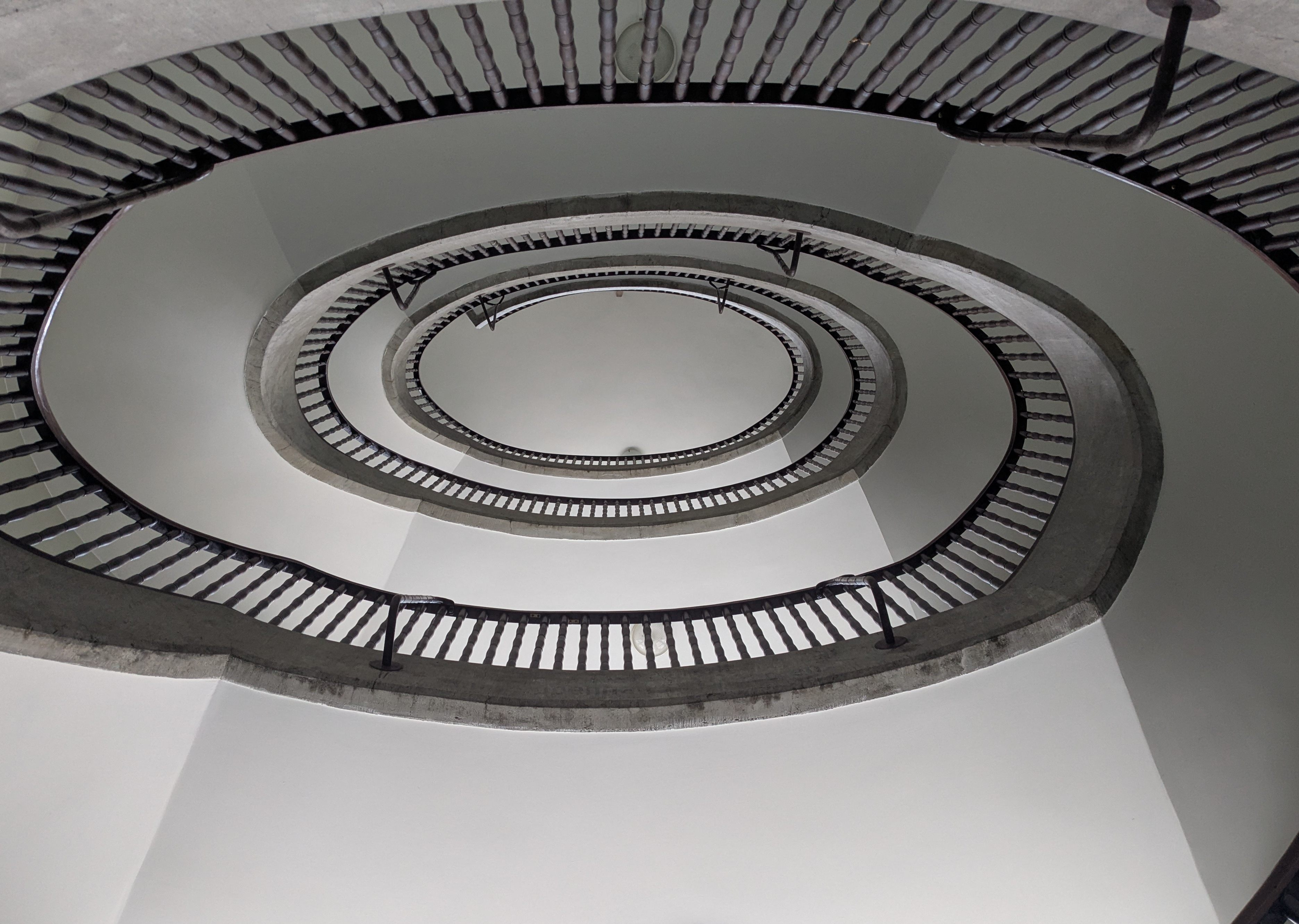
Ansicht des Treppenhauses des ehemaligen Stadtbades in Breslau

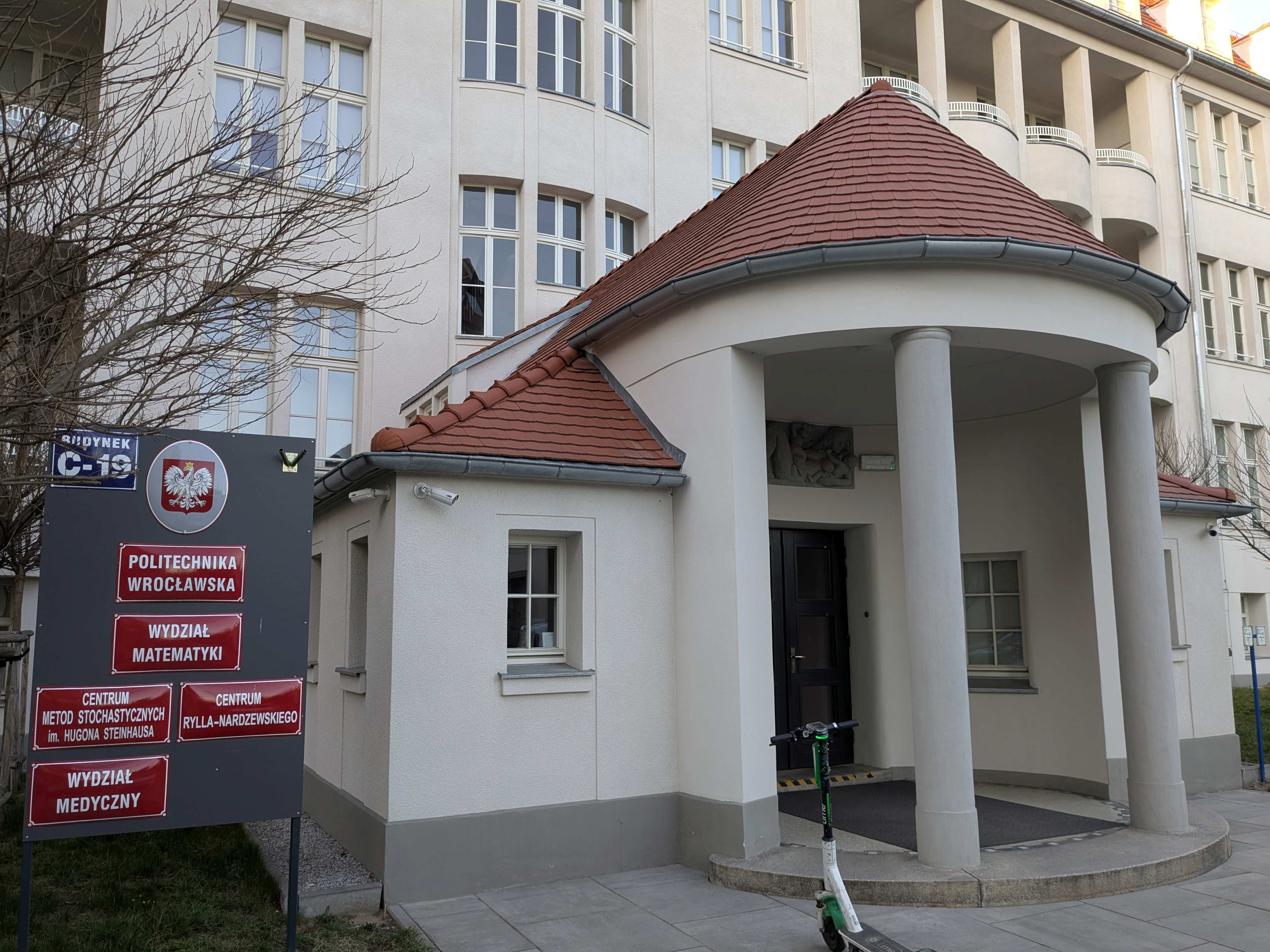
Pforte des ehem. Säuglingsheims Schulgasse, später Kinderklinik Breslau, heute Mathematische Fakultät

Max Paul Eduard Berg (* 17. April 1870 in Stettin; † 22. Januar 1947 in Baden-Baden) war ein deutscher Architekt und Baubeamter. Sein bedeutendstes Werk ist die Jahrhunderthalle in Breslau, die 1913 fertiggestellt wurde.

## Leben

### Jugend und Anfänge der Karriere (1870–1909)
Max Berg wurde als Sohn eines Gymnasiallehrers in Stettin geboren. Nach dem Abitur am Stadtgymnasium Stettin studierte er von 1889 bis 1893 an der Technischen Hochschule Charlottenburg, wo er u. a. die Vorlesungen des Gotikkenners Carl Schäfer besuchte. In den Jahren 1893 bis 1895 diente Berg beim Militär in seiner Heimatstadt Stettin. 1898 legte er die zweite Staatsprüfung ab und wurde Regierungsbaumeister (Assessor). Es sind einige Entwürfe aus dieser Zeit bekannt, z. B. für eine neugotische evangelische Kirche (1895) und für eine Straßenbahnhaltestelle auf dem Nollendorfplatz in Schöneberg (Monatskonkurrenz, Oktober 1898). 1899 arbeitete Berg kurzzeitig bei der Stettiner Hochbauverwaltung. Es folgte eine Tätigkeit als Bauinspektor bei der Stadtverwaltung in Frankfurt am Main, während derer er die städtebaulichen Ideen Camillo Sittes kennenlernte und 1908 eine Studienreise nach Großbritannien unternahm.

### Stadtbaurat in Breslau (1909–1925)
Am 17. Dezember 1908 wurde Max Berg zum Stadtbaurat für Hochbau (hauptamtliches Magistratsmitglied, etwa entsprechend der heutigen Dienstbezeichnung Baudezernent) in Breslau gewählt, als Nachfolger des aus Altersgründen ausscheidenden Richard Plüddemann. Die Stelle trat er am 1. April 1909 an. In dieser Zeit (1909–1910) nahm er am städtebaulichen Wettbewerb für Groß-Berlin teil.
Nach dem Ersten Weltkrieg trat Berg als Mitglied der SPD erfolglos zu den Reichstagswahlen an.
Während kurz nach dem Weltkrieg der mögliche Bau von Hochhäusern in Deutschland heftig diskutiert wurde, schlug Max Berg dem Breslauer Stadtrat seinen eigenen Hochhausentwurf vor. Am 7. Januar 1920 präsentierte er dem Breslauer Gesamtstadtrat seine Pläne für ein neues Stadthaus (technisches Rathaus) auf dem Grundstück des ehemaligen Gaswerkes am Lessingplatz (heute plac Powstańców Warszawy). Im Juli 1920 wurde dieser Entwurf zusammen mit drei weiteren Hochhausentwürfen von Berg veröffentlicht. Am 12. Juli 1920 bat er die schlesische Provinzialverwaltung um Begutachtung der Entwürfe. Gleichzeitig bemühte er sich bei der preußischen Regierung um eine Reform der Bauordnung, welche den Hochhausbau allgemein regeln sollte. Sein Vorschlag scheiterte jedoch, und im November 1920 beschloss die Regierung, dass Hochhäuser künftig mit einer Befreiung für die Abweichung von der Bauordnung im Einzelfall zu genehmigen sind. Die Provinzialverwaltung kritisierte in ihrer Stellungnahme die Hochhausentwürfe. Es wurde behauptet, die Stadtsilhouette von Breslau werde durch Hochhäuser verunstaltet. Mehrere Künstlerbünde, darunter der Deutsche Werkbund, sowie der Schriftsteller Gerhart Hauptmann, mit dem der Architekt seit 1913 befreundet war, nahmen daraufhin Max Berg in Schutz. Die Hochhäuser kamen dennoch nicht zur Ausführung, da keine Finanzierung gefunden werden konnte.
Der Stadtrat stellte sich ebenfalls hinter Max Berg und im Jahre 1921 wurde er für eine zweite zwölfjährige Amtszeit gewählt. Zum Auftakt der zweiten Amtszeit war Berg mit der Organisation eines großen städtebaulichen Wettbewerbs für die Entwicklung Breslaus beschäftigt. Im Preisgericht saßen neben ihm u. a. Alfred von Scholtz, der konservativ orientierte Stadtbaurat für Städtebau und Bruno Möhring, Bergs Mitstreiter aus dem Groß-Berlin-Wettbewerb und Hochhausbefürworter. Die ausgewählten Wettbewerbseinträge standen jedoch im Widerspruch zu den Ideen Bergs. Es kam zum Eklat, indem sich Berg weigerte, den Endbericht zu unterzeichnen. Dies wurde in der örtlichen Presse sowie im Stadtrat scharf kritisiert, obwohl der Stadtrat von Bergs Parteigenossen aus der SPD dominiert war.
Wegen zahlreicher Konflikte mit dem Stadtrat trat Max Berg aus der SPD aus und schied am 30. Januar 1925 aus dem Amt.

### Ruhestand (1925–1947)
Berg verließ sein Amt nach gegenseitigem Einvernehmen und behielt seine Beamtenbezüge in voller Höhe bis 1933, als er offiziell in den Ruhestand ging. Er siedelte nach Berlin über und beschäftigte sich mit Publizistik, Theosophie und mit christlicher Mystik. Trotz des Eklats um sein Ausscheiden behielt Berg in Breslau sein Ansehen. Im Jahre 1929 war er dort Preisrichter im Architekturwettbewerb für ein Hochhaus der städtischen Sparkasse am Ring. 1930 wurde seinem Schaffen eine retrospektive Einzelausstellung gewidmet.
Während des Zweiten Weltkrieges zog Max Berg nach Baden-Baden um. Am Ende des Krieges unterschrieb er zusammen mit Martin Mächler einen Aufruf an Martin Bormann, bei den Kriegshandlungen die Baudenkmäler Roms zu schonen. Tatsächlich wurde Rom im Juni 1944 zur offenen Stadt erklärt.  

### Privates
Max Berg war mit Edelgarde geb. Gerlach verheiratet. Ihr gemeinsamer Sohn ist Michael Berg (* 1922 in Schreiberhau).

## Architektonisches Werk

### Ausgeführte Bauten in Frankfurt am Main (Auswahl)
- 1901–1902: Bonifatiusschule an der Moltkeallee 43 (jetzt: Hamburger Allee) in Frankfurt-Bockenheim, mit Veränderungen erhalten
- 1902–1906: Mühlbergschule am Lettigkautweg 8 in Frankfurt-Sachsenhausen, erhalten

### Ausgeführte Bauten in Breslau (Auswahl)
- 1910: eigenes Haus an der Copernicusstraße (jetzt: ulica Mikołaja Kopernika) (Umbau und Erweiterung einer älteren Villa, erhalten)
- 1911: Säuglingsheim (jetzt „Städtisches Kinderkrankenhaus“) an der Schulgasse (ulica Józefa Hoene-Wrońskiego) (erhalten)
- 1911–1913: „Jahrhunderthalle“ (gemeinsam mit dem Bauingenieur Günther Trauer, mit geringfügigen Änderungen erhalten)
- 1912: Städtische Badeanstalt an der Tiergartenstraße (jetzt: ulica Marii Curie-Skłodowskiej) (erhalten, heute durch eine Pizzeria und als Bürohaus genutzt)
- Fassade des IV. Lyzeums, Brockauer Straße (jetzt: ulica Stacha Świstackiego) (erhalten)
- 1924–1925: Ausstellungspavillons und -hallen, u. a. große Messehalle mit hölzernen parabolischen Dachbindern (im Zweiten Weltkrieg zerstört)
- 1921–1924: Südliches Wasserkraftwerk an der Oder, unterhalb der Werderbrücke Süd (mit Ludwig Moshamer, erhalten)
- 1921–1925: Nördliches Wasserkraftwerk an der Oder, oberhalb der Werderbrücke Nord (mit Paul Schreiber und Wilhelm Anders, erhalten)

### Nicht realisierte Projekte
Zu den nicht verwirklichten Entwürfen Bergs zählt der Bau eines Hochhauses mit einer Fassade aus Stahl und Glas neben dem Breslauer Rathaus. Der Entwurf provozierte in der Stadt heftige Proteste, inspirierte jedoch den Bau der ersten deutschen Hochhäuser in Düsseldorf und Köln. Unverwirklicht blieben auch die Pläne des Umbaus des Stadtzentrums von Hindenburg (Oberschlesien), heute Zabrze, aus dem Jahre 1928. Die Ideen Max Bergs zum Breslauer Städtebau wurden zur Grundlage des städtebaulichen Wettbewerbs der Stadt Breslau im Jahre 1922.